# The Weekend
"The Weekend" é uma canção da cantora e compositora estadunidense SZA, gravada para o seu álbum de estreia Ctrl (2017). Foi lançada nas rádios urban contemporary em 26 de setembro de 2017, como o terceiro single do álbum. A canção foi composta pela própria intérprete, com auxílio de Cody Fayne, porém  Justin Timberlake, Timbaland e Danja também foram creditados, pois a música contém samples de "Set the Mood (Prelude)/Until the End of Time" contida no álbum  "FutureSex/LoveSounds" (2006). Liricamente, a música é sobre compartilhar um amante com outras mulheres.

## Faixas e formatos
| Download digital |               |         |  |
| N.º              | Título        | Duração |  |
| 1.               | "The Weekend" | 4:32    |  |

| Versão remix - SZA x Calvin Harris |                                |         |  |
| N.º                                | Título                         | Duração |  |
| 1.                                 | "The Weekend (Funk Wav Remix)" | 2:51    |  |

## Vídeoclipe
O videoclipe da música foi dirigido por Solange Knowles e foi lançado no dia 22 de dezembro de 2017 no canal Vevo da cantora. Conta com a participação da própria interprete dançando sozinha em lugares com paisagens diversificadas, no que remete a solidão do eu lírico.

## Desempenho nas tabelas musicais
| Chart (2017)                                 | Melhor posição |
| -------------------------------------------- | -------------- |
| Estados Unidos (Billboard Hot 100)           | 29             |
| Estados Unidos (Billboard R&B/Hip-Hop Songs) | 13             |
| Estados Unidos (Billboard Rhythmic)          | 28             |
| Estados Unidos (Billboard Radio Songs)       | 45             |

## Histórico de Lançamento
| País           | Data                   | Formato                     | Gravadora                          |
| -------------- | ---------------------- | --------------------------- | ---------------------------------- |
| Estados Unidos | 26 de setembro de 2017 | Rádio Urban contemporary    | Top Dawg Entertainment RCA Records |
| Estados Unidos | 31 de outubro de 2017  | Rádio Rhythmic contemporary | Top Dawg Entertainment RCA Records |